# Красноярово (Кармаскалинський район)
Красноя́рово (рос. Красноярово, башк. Ҡыҙылъяр) — присілок у складі Кармаскалинського району Башкортостану, Росія. Входить до складу Сахаєвської сільської ради.
Населення — 21 особа (2010; 15 в 2002).
Національний склад:
- башкири — 40 %
- росіяни — 33 %
- татари — 27 %